# Gazprom Űrrendszerek
A Gazprom Űrrendszerek (oroszul: Газпром космические системы, magyar átírásban: Gazprom koszmicseszkije szisztyemi), 2008. december 1-jéig Gazkom (Газком) orosz űrtávközlési vállalat, amely távközlési műholdak fejlesztésével és üzemeltetésével foglalkozik. 1992-ben alapították. Székhelye Scsolkovóban (Moszkvai terület) található.
A részvénytársasági formában működő űrtávközlési céget az RKK Enyergija, a Gazprombank, valamint a Gazprom több cége részvételével hozta létre 1992-ben. A cég részvényeinek 79,80%-át a Gazprom, 16,16%-át az RKK Enyergija, 4,04%-át a Gazprombank birtokolja.

## Üzemelő műholdjai
A vállalat napjainkban öt darab, geostacionárius pályán lévő távközlési és műsorszóró műholdat üzemeltet:
- Jamal–201
- Jamal–202
- Jamal–300K
- Jamal–401
- Jamal–402
- Jamal–601